# Carlos María Esquivel y Rivas
Carlos María Esquivel y Rivas (Sevilla, 25 de març de 1830-Madrid, 20 de juliol de 1867) va ser un pintor espanyol del Romanticisme.
Fou fill del també pintor andalús Antonio María Esquivel, que es va instal·lar a Madrid a l'any de néixer el seu fill. Per influència paterna es va formar també en pintura, primer al taller del seu pare i, després, va passar a estudiar a l'Acadèmia de San Fernando de Madrid, on va obtenir una beca de la Comissaria de Croada per formar-se a París, com a deixeble del pintor d'història i retratista Léon Cogniet. El 20 de novembre de 1857 és nomenat professor supernumerari d'anatomia pictòrica a l'Acadèmia de San Fernando, càrrec amb el que va assolir cert renom i va ocupar fins a la seva mort. Conreà principalment les grans composicions de gènere històric, no sempre reeixides, un fet que el diferencia del seu pare. En canvi, els seus retrats si assoleixin una qualitat respectable. En la seva producció és habitual trobar models del Barroc, en la línia de José Gutiérrez de la Vega o d'Eduardo Cano de la Peña.
Va participar en diverses convocatòries de l'Exposició Nacional de Belles Arts, sense gaires èxits. El 1856 va obtenir la segona medalla per la Presó de Guatimocin per les tropes d'Hernán Cortés i el 1860 la tercera amb L'assistent d'un oficial mort a la guerra d'Àfrica lliurant l'equipatge d'aquell a la seva mare i germana, de la qual es diu que va captivar el públic per la intimitat de l'escena. Pel que fa al seu estil, el dibuix d'Esquivel és considerat una mica imperfecte i se li va criticar en vida la manca de detalls, especialment on els colors eren freds i ombrívols i la llum no arribava a destacar. Malgrat els comentaris, va rebre algunes medalles i mencions honorífiques.
Va ser designat per José de Madrazo per executar els retrats històrics d'Ègica, Fàfila, Teudis, Alaric II i Alfons VIII de la Sèrie Cronològica dels Reis d'Espanya per al Museu del Prado. També se li atribueix un retrat d'un infant d'Espanya, probablement Antoni Pasqual amb el Toisó d'Or, el d'una dama jove i un de Baldomero Espartero. Va morir a Madrid el 20 de juliol de 1867.

## Galeria
- Presó de Guatimocin (1854)
- Ègica (1853)
- Fàfila (ca. 1853)
- Alaric II (1856)
- Retrat de la seva esposa (1861)